# Nationalstraße 17 (Japan)
Die Nationalstraße 17 (jap. 国道17号, Kokudō 17-gō) ist eine wichtige Straße in Japan und durchquert die japanische Hauptinsel Honshū von Chūō im Zentrum Tokios bis Niigata. Ihr Verlauf folgt dabei im Wesentlichen dem der alten Nakasendō von Nihonbashi bis Takasaki.

## Verlauf
- Präfektur Tokio
  - Chūō – Bunkyō – Toshima – Kita – Itabashi
- Präfektur Saitama
  - Toda – Warabi – Saitama – Ageo – Okegawa – Kitamoto – Kōnosu – Kumagaya – Fukaya – Honjō – Kamisato
- Präfektur Gunma
  - Takasaki – Fujioka – Tasasaki – Maebashi – Shibukawa – Numata
- Präfektur Niigata
  - Minami-Uonuma – Uonuma – Ojiya – Nagaoka – Mitsuke – Sanjō – Tsubame – Niigata